# La hija de Juan Simón (película de 1935)
La hija de Juan Simón es una película española de 1935, dirigida por José Luis Sáenz de Heredia, con la colaboración de Luis Buñuel. Es la primera adaptación cinematográfica de la obra teatral del mismo título escrita por José María Granada y Nemesio M. Sobrevila y estrenada en Madrid cinco años antes. El segundo participó también en la adaptación del guion para la gran pantalla.
Daniel Montorio y Fernando Remacha se encargaron de componer la música que acompaña a una cinta de cuya fotografía se ocupó José María Beltrán Ausejo. Fue producida por la empresa Filmófono.

## Elenco
- Angelillo: Ángel
- Pilar Muñoz: Carmen
- Carmen Amaya: Soledad
- Manuel Arbó: Juan Simón
- Ena Sedeño: Angustias
- Porfiria Sanchiz: La Roja
- Fernando Freyre de Andrade: Dan Paco
- Emilio Portes: Don Severo
- Baby Daniels: cupletista
- Julián Pérez Ávila: médico
- Pablo Hidalgo: Curro
- Palanca: cantaor
- Emilia Iglesias: madre de Ángel
- Cándida Losada: Trini
- Felisa Torres: Celes